# Mil vegades mort
 Mil vegades mort  (I Died a Thousand Times) és una pel·lícula estatunidenca dirigida per Stuart Heisler estrenada el 1955. Ha estat doblada al català.

## Argument[2]
Roy Earle, un lladre de bancs, des de fa molt de temps vol fer el seu últim cop abans de retirar-se. S'ha escapat de la presó gràcies al cap Big Mac, Earle planifica un cop en un hotel. Els seus còmplices són Babe, Red i Louis Mendoza. Per acompanyar-los hi ha Marie, una ballarina que Babe ha conegut. Marie s'enamora de Earle, però ell està més interessat en Velma, filla d'un carter, amic seu de fa molt de temps.

## Repartiment
- Jack Palance: Roy Earle / Roy Collins
- Shelley Winters: Marie Garson
- Lori Nelson: Velma
- Lee Marvin: Babe Kossuck
- Pedro Gonzalez Gonzalez: Chico
- Lon Chaney Jr.: Big Mac
- Earl Holliman: Red
- Perry Lopez: Louis Mendoza
- Richard Davalos: Lon Preisser
- Howard St. John: Doc Banton
- Olive Carey: Ma Goodhue